# Collection (album av 2NE1)
Collection är det andra studioalbumet och det första japanska studioalbumet av den sydkoreanska musikgruppen 2NE1. Det gavs ut den 28 mars 2012 och innehåller 11 låtar. Albumet sålde fler än 40 000 exemplar i Japan.

## Låtlista
| Nr  | Titel           | Längd |
| --- | --------------- | ----- |
| 1.  | Fire            | 3:45  |
| 2.  | Scream          | 3:42  |
| 3.  | Go Away         | 3:38  |
| 4.  | Follow Me       | 3:07  |
| 5.  | I Don't Care    | 4:00  |
| 6.  | I Am the Best   | 3:30  |
| 7.  | It Hurts        | 4:15  |
| 8.  | Clap Your Hands | 3:41  |
| 9.  | Love Is Ouch    | 3:52  |
| 10. | Ugly            | 4:08  |
| 11. | Like a Virgin   | 4:13  |

## Listplaceringar
| Lista | Topplacering |
| ----- | ------------ |
| Japan | 4            |